# Orlando Pirates Football Club
Pour les articles homonymes, voir Orlando Pirates.
Maillots
L'Orlando Pirates Football Club, plus couramment appelé les Orlando Pirates, est un club de football sud-africain fondé en 1937 et basé dans la ville de Johannesburg.
Les joueurs sont nommés « Pirates » d'après le film L'Aigle des mers avec Errol Flynn.

## Histoire

### Fondation
Orlando Pirates est le plus ancien club de football d'Afrique du Sud. Créé en 1937 par un groupe de jeunes à Orlando East, quartier de Soweto,, il acquiert rapidement un bon niveau et une bonne popularité. Le surnom des joueurs est les Buccaneers ou Happy People.

### Les premières années
Parmi les fondateurs des Orlando Pirates, on trouve des descendants de travailleurs migrants ayant quitté les zones rurales pour travailler dans les mines d'or du Gauteng. Les enfants d'Orlando se réunissent à chaque temps libre pour jouer au football. Ce club originel est appelé le Orlando Boys Club.
En 1940, Buthuel Mokgosinyane, le premier président du club, achète les maillots de l'équipe première avec ses propres fonds. Orlando Boys participe au championnat de la Johannesburg Bantu Football Association (JBFA), remporte la deuxième division et accède à la première division en 1944. Andrew Bassie, un membre clé de l'équipe, suggère un nouveau nom pour le club, « Orlando Pirates ».

### Depuis 1971

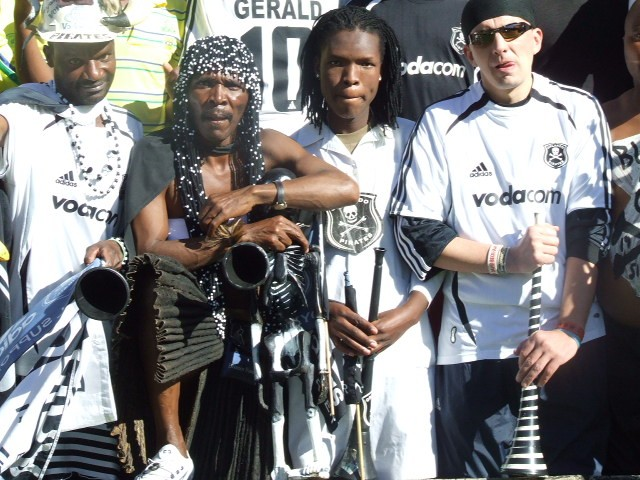
Supporteurs des Orlando Pirates.

Lors des années 1970, le palmarès du club s'étoffe et il accumule un record national de succès après avoir remporté la National Professional Soccer League en 1971, 1973, 1975 et 1976, la National Soccer League en 1994, et la Premier Soccer League à trois reprises, en 2001, 2003 et 2011.
Le club se révèle au continent africain en 1995 en remportant la Coupe d'Afrique des clubs champions (maintenant connue comme la Ligue des champions de la CAF) et la Supercoupe d'Afrique un an plus tard. Les Pirates sont le premier club du pays à remporter ces deux compétitions. Cet accomplissement vaut au club l'honneur d'être reçu par le premier chef d'État de la République démocratique d'Afrique du Sud, Nelson Mandela ; une autre première pour une équipe sportive sud-africaine.
Le club a toujours été un grand fournisseur d'internationaux pour l'équipe des Bafana Bafana. Parmi eux on peut citer Mark Fish, Jomo Sono, Sibusiso Zuma, Gift Leremi...

## Résultats sportifs

### Palmarès
| Compétitions nationales | Compétitions internationales |
| - Championnat d'Afrique du Sud (9) - Champion : 1971, 1973, 1975, 1976, 1994, 2001, 2003, 2011 et 2012 - Vice-champion : 2000, 2005, 2006, 2009, 2018, 2019 et 2023 - Coupe d'Afrique du Sud (10) - Vainqueur : 1973, 1974, 1975, 1980, 1988, 1996, 2011, 2014, 2023 et 2024 - Finaliste : 1971, 1976, 1977, 1981, 1984, 1998, 2006, 2016, 2017 et 2025 - Coupe de la Ligue (1) - Vainqueur : 2011 - Finaliste : 1987, 1990, 1995, 2000, 2008, 2010, 2013 et 2018 - MTN 8 (12) - Vainqueur : 1972, 1973, 1978, 1983, 1993, 1996, 2000, 2010, 2011, 2020, 2022 et 2023 | - Ligue des champions de la CAF (1) - Vainqueur : 1995 - Finaliste : 2013 - Supercoupe de la CAF (1) - Vainqueur : 1996 - Coupe de la confédération - Finaliste : 2015, 2022 - Coupe afro-asiatique - Finaliste : 1996 |

### Les Orlando Pirates en compétitions continentales
- Ligue des champions africaine (9)
  - 1995 : Champion
  - 1996 : Quart-finale
  - 1997 : Phase des groupes (Quart-finale)
  - 2002 : Deuxième tour
  - 2004 : Troisième tour (Tour intermédiaire)
  - 2006 : Demi-finale
  - 2010 : Tour préliminaire
  - 2012 : Tour préliminaire
  - 2013 : Finaliste

- Coupe de la confédération (2)
  - 2004 : Tour intermédiaire
  - 2015 : Finaliste
  - 2022 : Finaliste

## Personnalités du clubs

### Joueurs emblématiques
- Willem Jackson
- John Moeti
- Jomo Sono
- Luís Boa Morte

### Entraîneurs
| - Joe Frickleton (1995) - Viktor Bondarenko (1995–1996) - Shaibu Amodu (1996–1997) - Mike Makaab (1998) - Ted Dumitru (1999–2000) - Gordon Igesund (2000–2001) - Jean-Yves Kerjean (2001–2002) - Roy Barreto (2002–2003) - Kosta Papić (2004–2005) - Milutin Sredojević (2006–2007) - Bibey Mutombo (2007) - Owen Da Gama (2007–2008) | - Ruud Krol (2008–2011) - Júlio César Leal (2011–2012) - Augusto Palacios (interim) (2012) - Roger De Sa (2012–2014) - Eric Tinkler (interim) (2014) - Vladimir Vermezović (2014–2015) - Eric Tinkler (2015–2016) - Muhsin Ertuğral (2016) - Augusto Palacios (interim) (2016–2017) - Kjell Jonevret (2017) - Milutin Sredojevic (2017–2019) - Rhulani Mokwena (interim) (2019) - Josef Zinnbauer (2019–) |

## Structures du club

### Orlando Stadium

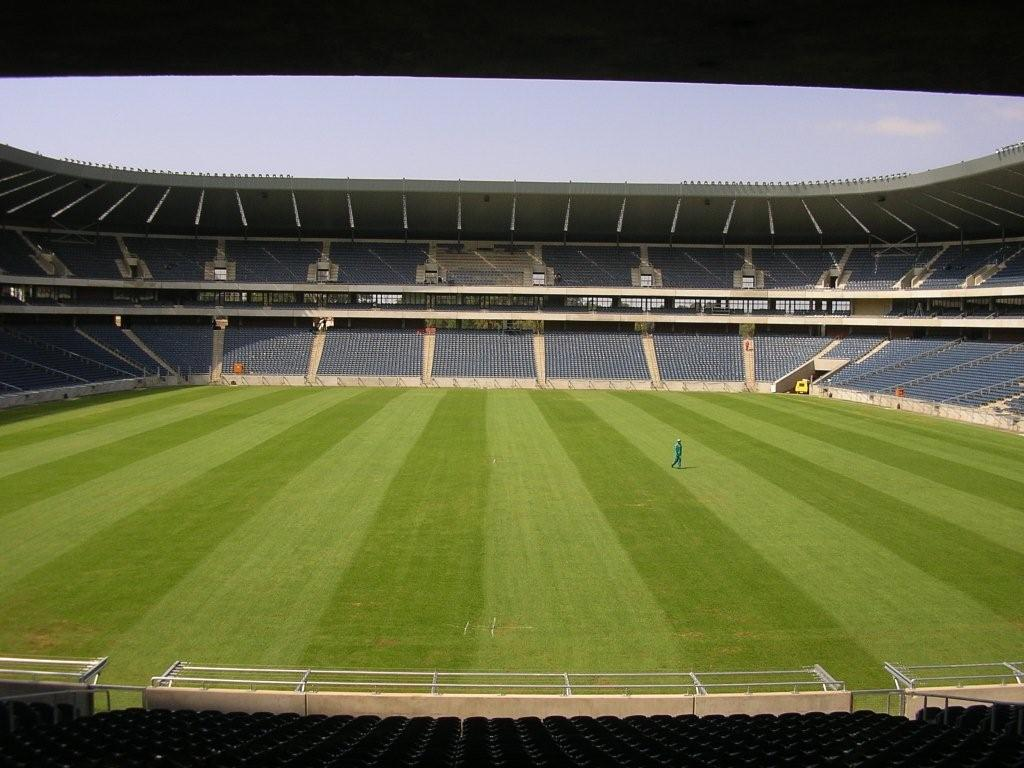
Orlando Stadium

Orlando Pirates évolue à domicile au Orlando Stadium, situé à Orlando dans le township de Soweto au sud de Johannesburg. D'une capacité de 40 000 places, le stade n'a abrité aucun match de la Coupe du monde de football de 2010.

## Identité visuelle

Ancien logo.
Logo actuel.